# Orlando (futebolista)
Rui Orlando Ribeiro Santos Neto, mais conhecido por Orlando (Santo Tirso, 24 de Outubro de 1979) é um futebolista português que joga no FC Felgueiras 1932.
Ficou conhecido no mundo do futebol pelo sua passagem na Académica de Coimbra.
Actua preferencialmente a defesa central.

## Titulos
- 2011-2012: Campeão da Taça de Portugal pela Académica de Coimbra
- 2006-2007: Campeão da II Liga pelo Freamunde
- 2001-2002: Campeão da II Liga Portuguesa pelo Moreirense